# 科勒爾希爾斯 (馬里蘭州)
科勒爾希爾斯（英語：Coral Hills）是位於美國馬里蘭州佐治王子縣的一個普查規定居民點。

## 人口
根據2020年美國人口普查的數據，科勒爾希爾斯的面積為4.24平方千米，當中陸地面積為4.23平方千米，而水域面積為0.01平方千米。當地共有人口9997人，而人口密度為每平方千米2,357.78人。